# 川目少鱗鱖
川目少鱗鱖（學名：Coreoperca kawamebari）為鱖科少鱗鱖屬的一種。俗名“日本五道黑”，日本稱作“川鮴”。

## 分佈

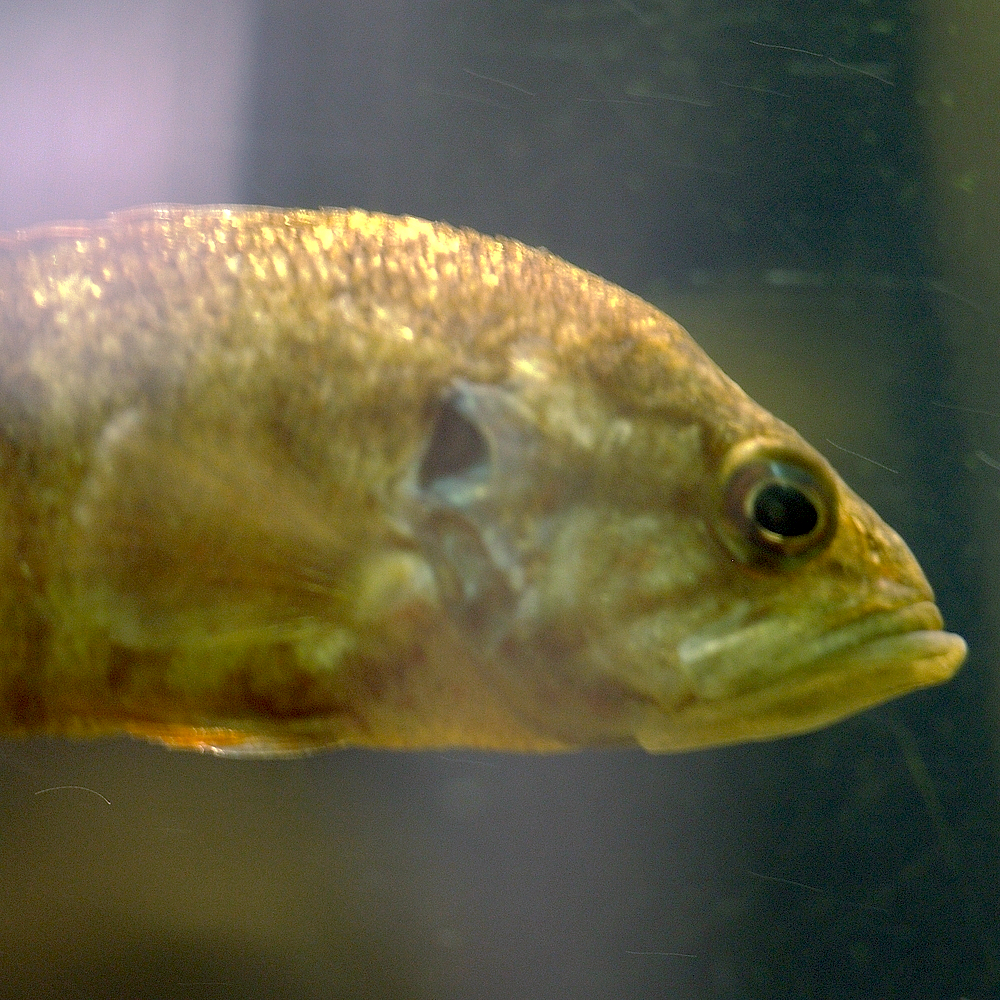

本種為溫帶淡水魚，分布於亞洲韓國及日本淡水流域，體長可達11公分。

## 生態
棲息在水質清澈且流動緩慢的溪流底中層水域，以昆蟲及小魚為食，繁殖期在5-6月，生活習性不明，可做為觀賞魚。

## 擴展閱讀
- 維基物種上的相關：川目少鱗鱖